# Linke-Hofmann R-Typen

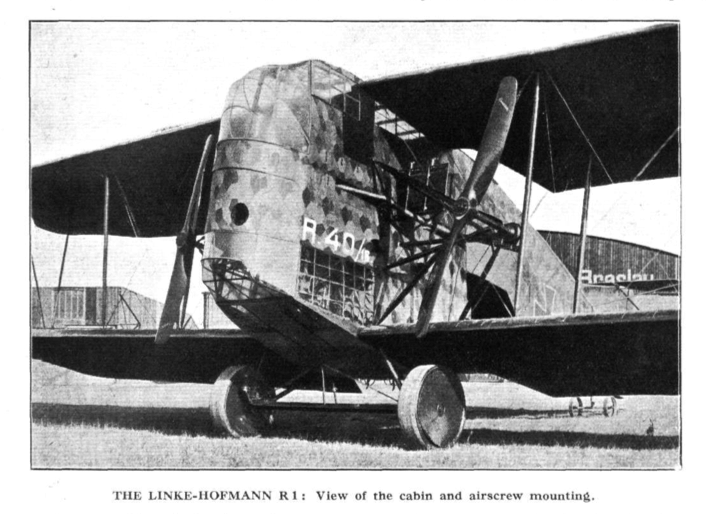
Linke Hofmann R.I

Die Linke Hofmann R-Typen waren überschwere Langstreckenbomber der deutschen Fliegertruppe im Ersten Weltkrieg.
Die mehrmotorigen R-Flugzeuge dienten als Langstreckenbomber mit großer Reichweite und schwerer Bombenlast für den strategischen Bombenkrieg. Da aufgrund schwerer Verluste die deutschen Luftschiffangriffe reduziert und schließlich eingestellt wurden, sollten Riesenflugzeuge in noch größerer Dimension als bisher in den Einsatz kommen und diese Lücke füllen. Dieses Ziel wurde nicht erreicht, die Bomber kamen nicht mehr zu Kampfeinsatz.

## Geschichte und Konstruktion
Die Firma Linke Hofmann, Abteilung Flugzeugbau, befasste sich seit 1916 mit der Lizenzfertigung von Albatros- und Roland-Zweisitzern. Chefingenieur Paul Stumpf, der bereits bei der AEG im Flugzeugbau Erfahrung gesammelt hatte, begann jedoch bald selbst mit der Entwicklung von Riesenflugzeugen.

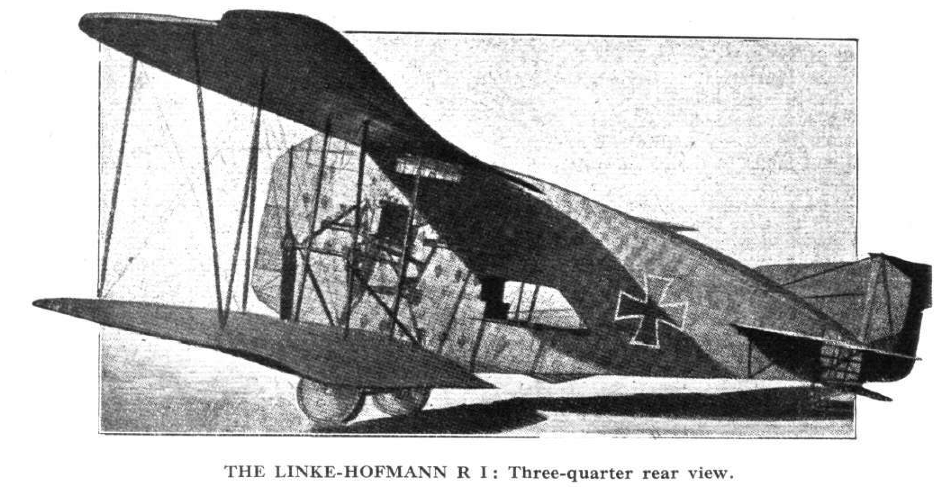
Linke Hofmann R.I

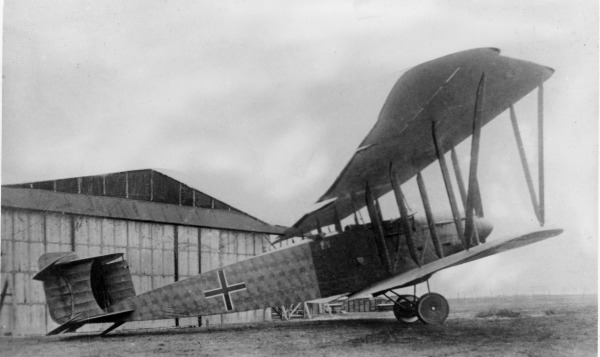
Linke Hofmann R.II

Von der Linke Hofmann R.I wurde der Prototyp (R.8/15) hergestellt. Es handelte sich um einen gewaltigen Doppeldecker, dessen zwei Propeller von vier im Rumpf untergebrachten Motoren angetrieben wurden. Der sehr hohe Rumpf füllte vollständig den Raum zwischen den beiden Tragflächen und war mit einem transparenten Cellon-Bezug, einem Celluloid-ähnlichen Kunststoffbezug überzogen, um das Flugzeug möglichst schwer erkennbar zu machen. Der Cellonbezug bewährte sich jedoch nicht, da er das Sonnenlicht reflektierte und je nach Temperatur seine Ausdehnung änderte. Bei der R.40/16 wurde daher der normale, gegen Kriegsende allgemein übliche Lozenge-Tarnstoff verwendet. Der vordere Teil des Rumpfes war in drei horizontale Abteilungen gegliedert: Der obere Teil für den Piloten und den Funktelegraphen, darunter die Motoren und unten die Kraftstofftanks sowie der Bombenschacht mit dem Bombenschützen. Die Motoren wirkten auf ein gemeinsames Getriebe, das die Kraft über eine Welle zu den beiden Druck- und Zugpropellerpaaren zwischen den Tragflächen übertrug. Die schlechten Flugeigenschaften dieser Flugzeugkonstruktion waren für den Piloten kaum beherrschbar.
Von der Linke Hofmann R.II wurden zwei Prototypen R.55/17 und R.58/17 gebaut. Sie wurde nach dem Vorbild der bewährten DFW CV im Maßstab 3:1 vergrößert entworfen, allerdings war das Höhenleitwerk in Doppeldeckerbauweise und die Seitenflächen dreifach ausgelegt und den Querrudern ein Hornausgleich hinzugefügt worden. Die Räder waren Speichenräder aus Stahl ohne Bereifung. Der Preis des Flugzeugs betrug 450.000 RM. Der „Maschinenraum“ ähnelte dem eines Schiffes. Die vier, paarweise im Rumpf angeordneten, je 260 PS starken Mercedes-D-IVa-Motoren trieben über Kupplungen, Wellen und Getriebe einen Zugpropeller mit 6,90 m Durchmesser an. Es wurde in keinem Flugzeug je ein Propeller mit größerem Durchmesser benutzt. Unterhalb des Maschinenraumes befand sich der Bombenraum. Die restliche Besatzung fand hinter dem Maschinenraum auf zwei Decks Platz, wo es im oberen Deck neben den beiden offenen Pilotenplätzen zwei nebeneinander angeordnete Drehringe für Maschinengewehre gab. Unterhalb des Pilotenraumes war der Platz des Bombenschützen und des Funkers und es wurde auch der Einbau einer drehbaren kurzläufigen Haubitze erwogen, eine Vorwegnahme der späteren Gunships. Die R.II zeigte deutlich bessere Flugeigenschaften als ihr Vorgänger. Auch die Abstimmung der Ruderkräfte war sehr gut und in der Zeitschrift „Flugsport“ von 1919 werden sie mit denen eines C-Flugzeuges (Ausgangsmuster DFW CV) verglichen. Besonders hervorgehoben wird hier die Eigenschaft, dass sie von nur einem Flugzeugführer ohne  Ermüdungserscheinungen einhändig gesteuert werden konnte. Bei Flugversuchen gelang es, mit lediglich zwei der vier Motoren, den Horizontalflug weiterzuführen und sogar leicht zu steigen. Pläne, sie nach dem Krieg als Verkehrsflugzeug für 12 Passagiere weiterzuentwickeln, wurden aufgrund der Bestimmungen des Friedensvertrags von Versailles aufgegeben.

## Einsatz

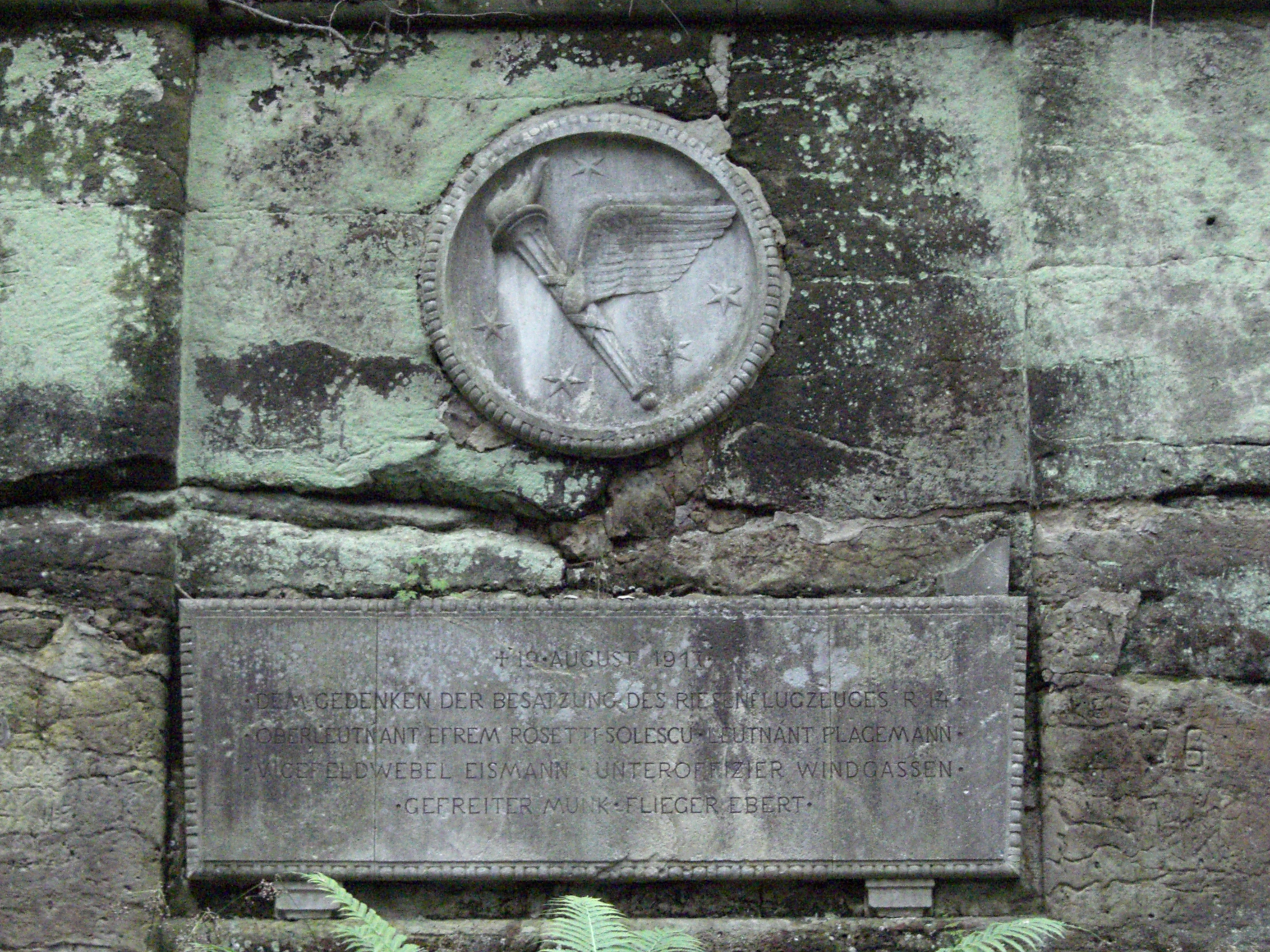
Das Fliegerdenkmal in den Klusbergen südlich Halberstadt erinnert an den Absturz der R.14

Die Flugleistungen der R.I waren enttäuschend. Besonders die Landung war schwierig, da der Pilot den Boden unter sich kaum erkennen konnte. Auch die Flügelvibration machte dem Flugzeugführer zu schaffen. Trotzdem erhielt Linke-Hofmann den Auftrag zum Bau des zweiten Flugzeugs (R.40/16). Es ist jedoch unklar, ob die R.I überhaupt in den Einsatz gelangte. Die R.14 gehörte zur Riesenflugzeug-Abteilung 500 (RFA 500, aufgestellt am 31. Januar 1916, am 23. Oktober 1918 umbenannt in Riesenflugzeug-Abteilung 501). Sie startete am 19. August 1917 vom Halberstädter Flugplatz und stürzte in den Klusbergen bei Halberstadt ab. Dabei starben alle 6 Besatzungsmitglieder (Flieger Karl Ebert, Vizefeldwebel Heinrich Eismann, Gefreiter Paul Munk, Beobachter Lt. Karl Plagermann, Pilot Oberlt. Effrem Rosetti-Solescu, Friedrich Windgassen), wie auf dem Denkmal dort zu lesen ist.
Die R.II kam nicht mehr zur Frontreife. Der Erstflug der R.55/17 fand 1919 nach dem Waffenstillstand bei der Inspektion der Fliegertruppen statt. Sie zeigte eine akzeptable Flugleistung und Wendigkeit und war auch mit nur zwei Motoren gut zu fliegen. Die normale Einsatzdauer betrug 7 Stunden, aber mit Anpassung der Ladung und einer Fluggeschwindigkeit von nur 119 km/h waren 30 h Flugdauer möglich.

## Technische Daten
| Kenngröße                    | R.I                                           | R.II                                          |
| ---------------------------- | --------------------------------------------- | --------------------------------------------- |
| Baujahr                      | 1915/1916                                     | 1916/1918                                     |
| Einsatzzweck                 | Bomber                                        | Bomber                                        |
| Besatzung                    | 6–9                                           | 6–9                                           |
| Länge                        | 15,56 m                                       | 20,33 m                                       |
| Spannweite                   | 32,02 m                                       | 42,16 m                                       |
| Höhe                         | 6,78 m                                        | 6,70 m                                        |
| Flügelfläche                 | 264,0 m²                                      | 320,0 m²                                      |
| Leermasse                    | 5.800 kg                                      | 8.000 kg                                      |
| Startmasse                   | 9.000 kg                                      | 11.200 kg                                     |
| wassergekühlte Reihenmotoren | 4 × Mercedes D.IVa mit je 260 PS (ca. 190 kW) | 4 × Mercedes D.IVa mit je 260 PS (ca. 190 kW) |
| Höchstgeschwindigkeit        | 130 km/h                                      | 130 km/h                                      |
| Steigzeit auf 3000 m         |                                               | 45 min                                        |
| Dienstgipfelhöhe             |                                               |                                               |
| Reichweite                   |                                               | 1.040 km                                      |
| Flugdauer                    | 4 h                                           |                                               |
| Bewaffnung                   | 4 MG, 1000 kg Bomben                          | 4 MG                                          |